# Pagina principale
Benvenuti su Wikipedia

L'enciclopedia libera e collaborativa
 Sfoglia l'indice   Consulta il sommario    Naviga tra i portali tematici
1 909 147 voci in italiano
Versione per dispositivi mobili
Versione desktop

## Wikipedia
Wikipedia è un'enciclopedia online, libera e collaborativa.
Grazie al contributo di volontari da tutto il mondo, Wikipedia è disponibile in oltre 340 lingue.
Chiunque può contribuire alle voci esistenti o crearne di nuove, affrontando sia gli argomenti tipici delle enciclopedie tradizionali sia quelli presenti in almanacchi, dizionari geografici e pubblicazioni specialistiche.
Tutti i contenuti di Wikipedia sono protetti da una licenza libera, la Creative Commons CC BY-SA, che ne permette il riutilizzo per qualsiasi scopo a condizione di adottare la medesima licenza.

## Cosa posso fare?
- Vuoi partecipare? Leggi le regole fondamentali e le altre linee guida, e rispetta la wikiquette; la registrazione è consigliata ma non obbligatoria.
- Serve aiuto? Consulta le istruzioni e le domande frequenti (FAQ) o leggi dove fare una domanda; se ti sei appena registrato puoi richiedere l'assegnazione di un tutor.
- Vuoi provare? Modifica la pagina di prova o segui il Tour guidato per imparare come scrivere una voce.
- Vuoi fare una donazione? Wikipedia è completamente gratuita e priva di pubblicità grazie alle donazioni degli utenti. Aiutaci a migliorarla e a mantenerla libera con una donazione.
- Cosa pensi di Wikipedia? Scrivi il tuo parere.

## Chi fa Wikipedia?
La comunità di Wikipedia in lingua italiana è composta da 2 617 473 utenti registrati, dei quali 7 959 hanno contribuito con almeno una modifica nell'ultimo mese e 117 hanno funzioni di servizio. Gli utenti costituiscono una comunità collaborativa, in cui tutti i membri, grazie anche ai progetti tematici e ai rispettivi luoghi di discussione, coordinano i propri sforzi nella redazione delle voci.

## Vetrina
Francesco Petrarca (Arezzo, 20 luglio 1304 – Arquà, 18/19 luglio 1374) è stato uno scrittore, poeta e filosofo italiano, considerato il precursore dell'umanesimo e uno dei fondamenti della letteratura italiana, soprattutto grazie alla sua opera più celebre, il Canzoniere, patrocinato quale modello di eccellenza stilistica da Pietro Bembo nei primi del Cinquecento.
Uomo moderno, slegato ormai dalla concezione della patria come mater e divenuto cittadino del mondo, Petrarca rilanciò, in ambito filosofico, l'agostinismo in contrapposizione alla scolastica e operò una rivalutazione storico-filologica dei classici latini. Fautore dunque di una ripresa degli studia humanitatis in senso antropocentrico (e non più in chiave assolutamente teocentrica), Petrarca (che ottenne la laurea poetica a Roma nel 1341) spese l'intera sua vita nella riproposta culturale della poetica e filosofia antica e patristica attraverso l'imitazione dei classici, offrendo un'immagine di sé quale campione di virtù e della lotta contro i vizi. La storia medesima del Canzoniere, infatti, è più un percorso di riscatto dall'amore travolgente per Laura che una storia d'amore, e in quest'ottica si deve valutare anche l'opera latina del Secretum.
Le tematiche e la proposta culturale petrarchesca, oltre ad aver fondato il movimento culturale umanistico, diedero avvio al fenomeno del petrarchismo, teso ad imitare stilemi, lessico e generi poetici propri della produzione lirica volgare dell'Aretino.
Leggi la voce · Tutte le voci in vetrina

## Voci di qualità
Alaxandair mac Alaxandair, più comunemente Alessandro III di Scozia (Roxburgh, 4 settembre 1241 – Fife, 19 marzo 1286), è stato re di Scozia dal 1249 al 1286.
Unico figlio di Alessandro II di Scozia, salì al trono a soli otto anni per la morte prematura del padre e dovette sottostare a una lunga reggenza, che vide la Scozia dilaniata dai giochi di potere dei suoi vari feudatari, in particolare i magnati Alan Durward e Walter Comyn. A partire dal 1258 assunse il potere effettivo dimostrandosi un sovrano capace ed energico, decidendo di riprendere l'espansione del regno di Scozia ai danni del regno delle Isole e di conseguenza delle colonie norvegesi al fine di unificare il paese. Il conflitto coi norvegesi culminò nella battaglia di Largs e nella morte del sovrano Haakon IV di Norvegia del 1263, risultando nel trattato di Perth del 1266, che comportò un ridimensionamento vichingo e l'espansione della sfera d'influenza scozzese.
Negli anni successivi il regno di Alessandro III fu stabile e garantì un periodo di pace alla Scozia, anche se al prezzo della sottomissione formale a Edoardo I d'Inghilterra, la cui sorella Margherita aveva sposato Alessandro. Si scontrò anche con la Chiesa cattolica, che più volte cercò di interferire nel governo scozzese. Tra il 1281 e il 1284 la morte improvvisa di tutti i figli di Alessandro innescò una crisi di successione, costringendo il sovrano allora vedovo a risposarsi per non lasciare la Scozia senza un erede. Lo stesso Alessandro tuttavia morì poco dopo in circostanze fortuite, perdendosi mentre andava a cavallo di notte e precipitando in un burrone, lasciando così la Scozia priva di un sovrano.
La morte di Alessandro III senza eredi fu disastrosa per il regno: dopo l'effimero regno della nipote Margherita di Scozia, morta ancora bambina nel 1290, l'estinzione del casato dei Dunkeld portò alla contesa nota come Grande causa, all'altrettanto effimero regno di Giovanni di Scozia e allo scoppio della prima guerra d'indipendenza scozzese. Solo dopo vent'anni dalla morte di Alessandro III, con l'ascesa di Robert Bruce, la Scozia tornò ad avere un sovrano capace e in grado di contrastare l'espansionismo del regno d'Inghilterra.
Leggi la voce · Tutte le voci di qualità

## Lo sapevi che...
L'elefante di Cremona (Asia, prima del 1228 - Parma, gennaio 1248) fu un esemplare di elefante donato nel 1228 a Federico II di Svevia da parte del sultano ayyubide al-Malik al-Kamil. Usato principalmente per le manifestazioni trionfali del sovrano, l'elefante è citato da numerosi cronachisti e testimoni dell'epoca ed è noto per aver trainato il Carroccio dopo la grande vittoria delle armate di Federico II nella battaglia di Cortenuova del 1237. Rimasto a lungo nell'immaginario popolare collettivo, l'animale venne ucciso durante alcuni scontri occorsi nelle settimane immediatamente precedenti alla Battaglia di Parma.
Leggi la voce · Proponi un'altra voce

## Ricorrenze del20 marzo

### Nati...
- Johann Sebastian Bach (1685)
- Alessandro Gavazzi (1809)
- Alda Merini (1931)

### ...emorti
- Nicolas-Louis de Lacaille (1762)
- Frederick Taylor (1915)
- Federigo Tozzi (1920)

### In questo giorno accadde...
- 1413 – Enrico V diventa re d'Inghilterra.
- 1556 – A Oxford l'arcivescovo di Canterbury Thomas Cranmer viene messo al rogo.
- 1935 – La Persia viene rinominata Iran.
- 1980 – Il presidente Jimmy Carter annuncia il boicottaggio degli Stati Uniti ai Giochi Olimpici di Mosca in segno di protesta contro l'invasione sovietica in Afghanistan.
- 1990 – La Namibia ottiene l'indipendenza dal Sudafrica dopo settantacinque anni.

Ricorre oggi: è il primo giorno di primavera. È inoltre la giornata mondiale della poesia, patrocinata dall'UNESCO, e la giornata internazionale per l'eliminazione della discriminazione razziale, istituita dall'ONU. La Chiesa anglicana celebra la memoria di san Thomas Cranmer e la Chiesa cattolica celebra la memoria dei santi Benedetta Cambiagio Frassinello e Nicola di Flüe. Nel paganesimo si celebrano le feste di Ostara e Anna Perenna.

## Nelle altre lingue
Di seguito sono elencate le 10 versioni maggiori di Wikipedia (per numero di voci, non necessariamente per qualità o dimensioni totali) e una selezione casuale di altre edizioni con un numero minore di voci: 
Le 10 maggiori (al 20 marzo 2025): 
English (inglese) (6 969 020) ·
Binisaya (cebuano) (6 116 777) ·
Deutsch (tedesco) (2 998 267) ·
Français (francese) (2 672 145) ·
Svenska (svedese) (2 607 258) ·
Nederlands (olandese) (2 182 422) ·
Русский (russo) (2 034 878) ·
Español (spagnolo) (2 018 218) ·
Italiano (1 909 147) ·
Polski (polacco) (1 651 766)
Dal mondo di Wikipedia: 
עברית (ebraico) · Lietuvių (lituano) · Norsk nynorsk (norvegese nynorsk) · Íslenska (islandese) · Basa Jawa (giavanese) · Asturianu (asturiano) · Winaray (waray-waray) · Lumbaart (lombardo) · 贛語 (Gànyŭ) (gan) · Polski (polacco) · Bikol (bicolano centrale) · Oyghurque (uiguro) · Коми (komi) · ܠܫܢܐ ܐܪܡܝܐ (assiro neo-aramaico) · Papiamentu (papiamento) · Dolnoserbšćina (basso sorabo) · Мокшень кяль (mokša) · IsiZulu (zulu) · Fino' Chamoru (chamorro)

## Oltre Wikipedia
Wikipedia è gestita da Wikimedia Foundation, organizzazione senza fini di lucro che sostiene diversi altri progetti wiki dal contenuto libero e multilingue:

## Wikipedia
Wikipedia è un'enciclopedia online, libera e collaborativa.
Grazie al contributo di volontari da tutto il mondo, Wikipedia è disponibile in oltre 340 lingue.
Chiunque può contribuire alle voci esistenti o crearne di nuove, affrontando sia gli argomenti tipici delle enciclopedie tradizionali sia quelli presenti in almanacchi, dizionari geografici e pubblicazioni specialistiche.
Tutti i contenuti di Wikipedia sono protetti da una licenza libera, la Creative Commons CC BY-SA, che ne permette il riutilizzo per qualsiasi scopo a condizione di adottare la medesima licenza.

## Cosa posso fare?
- Vuoi partecipare? Leggi le regole fondamentali e le altre linee guida, e rispetta la wikiquette; la registrazione è consigliata ma non obbligatoria.
- Serve aiuto? Consulta le istruzioni e le domande frequenti (FAQ) o leggi dove fare una domanda; se ti sei appena registrato puoi richiedere l'assegnazione di un tutor.
- Vuoi provare? Modifica la pagina di prova o segui il Tour guidato per imparare come scrivere una voce.
- Vuoi fare una donazione? Wikipedia è completamente gratuita e priva di pubblicità grazie alle donazioni degli utenti. Aiutaci a migliorarla e a mantenerla libera con una donazione.
- Cosa pensi di Wikipedia? Scrivi il tuo parere.

## Chi fa Wikipedia?
La comunità di Wikipedia in lingua italiana è composta da 2 617 473 utenti registrati, dei quali 7 959 hanno contribuito con almeno una modifica nell'ultimo mese e 117 hanno funzioni di servizio. Gli utenti costituiscono una comunità collaborativa, in cui tutti i membri, grazie anche ai progetti tematici e ai rispettivi luoghi di discussione, coordinano i propri sforzi nella redazione delle voci.

## Novità da Wikipedia
Voci nuove in evidenza:
Stati schiavisti e stati liberi · Chiesa di San Giovanni Evangelista (Mercallo) · Eduardo Bianco · Chiesa di Santa Maria Assunta (Cadegliano Viconago) · Cephalozia badia · Desh
Voci sostanzialmente modificate in evidenza:
Viticoltura in Molise · Nazionale maschile di football americano della Germania · Anguilla anguilla · Light art · Chill Out · Severus Piton
il Wikipediano, notizie dalla comunità

## Lavori in corso
È in corso il Festival delle fonti

## Dagli altri progetti
Questa settimana la voce da tradurre è:
- Amazonas, o maior rio do mundo

(versione in italiano: Amazonas, o maior rio do mundo)
“Primavera non bussa, lei entra sicura, / come il fumo lei penetra in ogni fessura, / ha le labbra di carne, i capelli di grano, / che paura, che voglia che ti prenda per mano. / Che paura, che voglia che ti porti lontano.„
Fabrizio De André
Dolciumi in un punto vendita Jamin, ad Apeldoorn, nei Paesi Bassi. Il 21 marzo si celebra la giornata internazionale del colore, il cui effetto nello stabilire aspettative di gusto è all'origine della varietà nel colore delle caramelle.
giovedì 20 marzo 2025
- Possibile fusione Rai Way ed Ei Towers

Il tesoro del presidente del Paraguay
 Emilio Salgari, Torino, 1898.
Vicenza
Capoluogo dell'omonima provincia in Veneto, è il quarto comune della regione per popolazione, ed il quinto più densamente popolato. La città è meta di turismo culturale per il suo patrimonio artistico ed è stata dichiarata Patrimonio dell'umanità dall'UNESCO per i numerosi contributi architettonici di Andrea Palladio.
Wikipedia non dà garanzie sulla validità dei contenuti

Il progetto è ospitato dalla Wikimedia Foundation, che non può essere ritenuta responsabile di eventuali errori contenuti in questo sito.
Ogni contributore è responsabile dei propri inserimenti.
Sala stampa · Contatti · FAQ · Copyright · Wikipedia sul tuo sito · Citare Wikipedia · Not Italian? it-0? Click here!